# 交通違例記分制
交通違例記分制（俗稱扣分制或記分制），是指當駕駛者違反指定交通條例時會被記指定分數。當被記分數累積至某數目時，便會被暫時或永久取消駕駛資格。現時有多個國家及地區實行該制度。

## 香港

### 歷史
香港的交通違例記分制由1984年8月25日開始實施，目的是簡化違例檢控程序。在交通違例記分制實施前，如果有司機觸犯交通法例，往往需要由法庭處理。

### 制度
任何駕駛者觸犯任何在《道路交通條例》（《香港法例》第374章）中的59項違例項目時，除了要繳付指定的定額罰款或被法庭定罪外，還要被記指定分數。
當累積分數達8分或以上而未足15分時，駕駛者將會收到運輸署發出的違例駕駛記分通知書。通知書上會列明駕駛者在兩年內的記分記錄，並通知駕駛者再被記分的後果。
當累積分數達10分或以上而未足15分時，或違反記10分項目一次，駕駛者將會收到運輸署發出的「強制修習駕駛改進課程通知書」。駕駛者必須在通知書發出後的三個月內或於法庭指明之日期內自費完成駕駛改進課程。如駕駛者不遵從通知書的指示即違法，最高可被罰款港幣$10,000及監禁兩個月。詳情請參照《運輸署 - 強制修習駕駛改進課程》一頁。另外，除非已滿15分或駕駛執照已被停止。對於兩年內沒有完成駕駛改進課程紀錄的駕駛者（包括自願參加者），在完成駕駛改進課程當日，其違例事項的分數即時會作出3分的扣減（但修畢時有效記分少於3分者只會扣減相同分數）。
當累積分數達15分或以上時，首次記滿15分者會被被取消駕駛資格三個月，第二次則為六個月。違例事項如屬定額罰款，被記分數由司機繳交定額罰款日生效；若違例事項經法庭處理，則由法庭定罪日起生效。如有個別需要記分的違例事項於停牌期內發生，則在停牌期滿後才生效。
除非法庭另有判決，取消駕駛者的駕駛執照，否則取消駕駛資格期屆滿並自費完成駕駛改進課程後，司機可到法庭辦事署取回駕駛執照，恢復駕駛資格。
而暫准駕駛執照（P牌）持牌人，不論是否駕駛暫准駕駛執照所示車項，在暫准期間如違反該記分制之中的記3分或5分項目一次，暫准期會延長6個月；至於違反該記分制之中的記3分或5分項目兩次或記10分項目一次，暫准駕駛執照會被即時取消。該持牌人需要重新參加路試，才可重新獲得暫准駕駛執照。
各違例事項，除按運輸署署長指示下把已滿5年的事項不予紀錄外，皆作永久保留。然而各事項的被記分數，在生效後滿2年（不包括停牌期），又或因該等分數而導致駕駛資格被暫時取消，該等事項的所記的分數即告失效。商用車輛牌照的申請，仍需要翻查過去5年的違例紀錄（不論所記分數有效與否）以決定申請人是否符合資格。

#### 即時停牌及除牌
除記滿15分以外，所有記10分的項目，執法者或法庭除記分以外，會個別作出即時停牌的處分，為期3個月至10年不等，並需要強制參加駕駛改進課程才可恢復駕駛資格。除停牌外，法庭亦有權在即時取消該人的駕駛執照（即違規者在停牌期滿後，需要重新參加駕駛執照考核並通過暫准期後才能重新獲發正式執照）。
另外，2010年的修訂案中，如因為交通相關罪行而需要作出監禁判罰，各停牌的處分將於服刑期滿後才正式執行。2011年的修訂案更賦予對部分交通罪行作出終身停牌的權力。
如案情特別嚴重，例如酒精濃度大幅超出標準，涉及毒品，或屬危險駕駛引致他人死亡/嚴重傷害等，法庭可判違規者10年以上，甚至無限期停止該人的駕駛執照資格。然而終身停牌只適用於法庭對個別嚴重違例事項的判決。單單在記分制記滿15分並不構成終身停牌的理由。
如其駕駛汽車時，該車輛並沒有有效的第三者保險承保（包括無牌駕駛），會即時對違規者停牌12個月。如因違規事故觸及免責條款的話，保險公司可以向違規者追討賠償。
對於涉及交通工具的罪行（包括利用交通工具作為逃亡工具），法庭也可以對駕駛者作出停牌處分。

### 記分

#### 記3分項目
1. 超速超過每小時15公里駕駛
2. 在意外發生後沒有提供詳情
3. 沒有報告意外
4. 沒有服從警員或交通督導員的指示
5. 橫過雙白線
6. 沒有讓斑馬線上的行人先行
7. 沒有為學校交通安全隊員而停車

#### 記5分項目
1. 不小心駕駛
2. 超速超過每小時30公里駕駛
3. 在意外發生後沒有停車
4. 沒有遵從交通燈的指示

#### 記10分項目
1. 危險駕駛引致他人死亡
2. 危險駕駛引致他人身體受嚴重傷害
3. 危險駕駛
4. 在酒類或藥物的影響下駕駛
5. 在體內酒精濃度超過訂明限制的情況下駕駛（簡稱醉酒駕駛）
6. 無合理辯解而沒有提供呼氣樣本以作檢查呼氣測試（包括隨機呼氣測試）
7. 無合理辯解而沒有提供呼氣樣本以作呼氣分析，或無合理辯解而沒有提供血液或尿液樣本以作化驗
8. 超速超過每小時45公里駕駛
9. 在道路上進行競賽或速度試驗

## 澳洲
澳洲各省有不同的交通規例，記分的數目和懲罰都不同。

### 新南威爾斯州
任何人如違反了某些當地的交通條例，除了要繳付指定的定額罰款外，還會被記指定分數。
持有P1及P2新手牌照（Provisional License）的駕駛者分別在持牌期間被記4及7分或以上時會被停牌3個月；而持有銀、金或紫紅色的駕駛者在任何3年期間被記滿12分會被停牌3個月，16分會被停牌4個月，20分則會被停牌5個月。被停牌的駕駛者將會收到 （簡稱 RTA）寄出的停牌通知書（Notice of Suspension）。持有銀、金或紫紅色的駕駛者在收到停牌通知書後可向RTA申請12個月守行為（Good behaviour period）並繼續駕駛，但如果駕駛者在守行為期間被扣2分或以上，將會被即時停牌，停牌時間將會被加倍。
被記分數的有效期為3年，每項違例事項的有效期獨立計算，3年後過期的分數將會被自動取消。詳細記分列表請參照《Demerit point and offences lists》一頁（英文）。

### 維多利亞州
任何人如違反了某些當地的交通條例，除了要繳付指定的定額罰款外，還會被記指定分數。
持有新手牌照（Probationary Driver License）的駕駛者在3年內被12分或以上，或在1年內被記5分或以上，將會被停牌。其他駕駛者在3年內被記12分或以上亦會被停牌。停牌時間視乎被記分數而定。被停牌人士可以選擇繼續駕駛，但如果在12個月內被記任何分數，該人士將會被即時停牌，停牌時間將會被加倍。
被記分數的有效期為3年，每項違例事項的有效期獨立計算，3年後過期的分數將會被自動取消。詳細記分列表請參照《Demerit Point Offences》一頁（英文）。

## 中華人民共和國
中华人民共和国（中国大陆）对普通机动车驾驶人实行交通违法记分制度。最早的记分制度于1999年12月9日出台，现行版本以2022年4月1日起实施的《道路交通安全违法行为记分管理办法》为依据。当驾驶人有交通违法行为时，除罚款等处罚外还要根据交通法规规定进行数值不等的记分，单次违法行为额度根据严重程度会被记1分、3分、6分、9分或12分，如果有多个违法行为，分数会累加。驾驶人在一个记分周期内累积记分满12分的，公安机关交通管理部门将扣留其机动车驾驶证，并通知驾驶人参加满分学习及相应的考试，通过后将发还驾驶证。此外还设有“学法减分”措施，驾驶人处理完交通违法行为记录后累积记分未满12分的，可以参加网上学习考试、现场学习考试或交通安全公益活动申请减免交通违法行为记分，每个记分周期内累计最高扣减6分。

## 台灣
根据中華民國的《違反道路交通管理處罰條例》第六十三條，汽車駕駛人有下列各款所列條款之一者，除依原條款處罰鍰外，並予記點。另根据《違反道路交通管理處罰條例》第六十八條，汽車駕駛人因違反本條例及道路交通安全規則之規定，受吊銷駕駛執照處分時，吊銷其執有各級車類之駕駛執照。而領有汽車駕駛執照之汽車駕駛人，除駕駛聯結車、大客車、大貨車外之非其駕駛執照種類之車輛，違反本條例及道路交通安全規則之規定，應受吊扣駕駛執照情形時，無因而肇事致人受傷或重傷者，記違規點數五點。但一年內違規點數共達六點以上或再次應受吊扣駕駛執照情形者，併依原違反本條例應受吊扣駕駛執照處分規定，吊扣其駕駛執照。

2023年6月30日以後實施修正《違反道路交通管理處罰條例》第六十三條為汽車駕駛人違反本條例規定者，除依規定處罰外，並得依對行車秩序及交通安全危害程度記違規點數一點至三點。
汽車駕駛人於一年內記違規點數每達十二點者，吊扣駕駛執照二個月；二年內經吊扣駕駛執照二次，再經記違規點數者，吊銷其駕駛執照。

### 記點點數
1點 (*粗體字部分2023年6月30日以後新制記點項目)
- 違規停車
- 違規臨停
- 行駛道路，車輛機件、設備、附著物不穩妥或脫落者
- 汽車駕駛人行駛中使用電話通訊軟體設備
- 不依規定使用燈光
- 高速公路違規 『第三十三條第一項第三款、第五款、第六款、第八款、第十款至第十六款或第二項』
- 違規攬客
- 超速或『未達到最低速限』
- 不依規定行駛
- 違規超車
- 違規轉彎或變換車道不依規定
- 違規迴轉
- 不聽警察制止或拒絕停車接受稽查而逃逸者
- 不服勤務警察指揮、稽查
- 550cc以上大型重型機車行駛高速公路

2點 (*粗體字部分2023年6月30日以後新制記點項目)
- 高速公路違規 『第三十三條第一項第一款、第二款、第四款、第七款或第九款』
- 裝載物品不依規定（歸責汽車駕駛人）
- 裝載貨物超重或超過行駛橋樑規定之載重限制者（歸責汽車駕駛人）
- 裝載物品超重、超長、超寬、超高而未隨車攜帶臨時通行證，或未依規定路線、時間行駛或滲漏、飛散或氣味惡臭者
- 未依規定使用配備有車輛點火自動鎖定裝置

3點 (*粗體字部分2023年6月30日以後新制記點項目)
- 蛇行、飆車、逼車、任意驟然減速、煞車或暫停、拆除消音器
- 闖紅燈、紅燈右轉
- 闖平交道或在鐵路平交道超車、迴車、倒車、停車
- 不依規定暫停禮讓行人
- 肇事致人受傷

## 資料來源
1. ↑  .   [2009-03-21]. （原始内容存档于2008-10-13）.
2. ↑  香港運輸署，《2008 年道路交通法例(修訂) 條例》第五部第 59 項第 7 點 (A1050 頁)，http://www.legco.gov.hk/yr07-08/chinese/ord/ord023-08-c.pdf （页面存档备份，存于） ，2008年6月26日更新（繁體中文）
3. ↑  香港運輸署，《運輸署 - 記分制度》，.   [2012-04-26]. （原始内容存档于2009-11-30）. ，2009年3月2日更新（繁體中文）
4. ↑  Roads and Traffic Authority, NSW，《Demerit Points Scheme》.   [2009-03-21]. （原始内容存档于2008-09-30）. ，2009年3月5日更新（英文）
5. ↑  VicRoads，《Demerit Points》 .   [2009-03-21]. （原始内容存档于2009-05-16）. ，2008年9月9日更新（英文）
6. ↑   (PDF).   [2023-12-12]. （原始内容存档 (PDF)于2023-12-12）.